# 塞尔拉
塞尔拉（西班牙語：Celrá），是西班牙加泰罗尼亚赫罗纳省的一个市镇。总面积20平方公里，总人口5028人（2013年），人口密度194人/平方公里。